# Exotela pseudoobscura
Exotela pseudoobscura är en stekelart som beskrevs av Vladimir Ivanovich Tobias 1998. Exotela pseudoobscura ingår i släktet Exotela och familjen bracksteklar. Inga underarter finns listade i Catalogue of Life.